# Diena
Diena – łotewski dziennik wydawany w języku łotewskim. Został założony w 1990 roku. 
Nakład pisma wynosi 31 tys. egzemplarzy (2018). 